# Grbe
Grbe este un sat din comuna Danilovgrad, Muntenegru. Conform datelor de la recensământul din 2003, localitatea are 555 de locuitori (la recensământul din 1991 erau 519 locuitori).

## Demografie
În satul Grbe locuiesc 412 persoane adulte, iar vârsta medie a populației este de 35,0 de ani (34,2 la bărbați și 35,8 la femei). În localitate sunt 152 de gospodării, iar numărul mediu de membri în gospodărie este de 3,64.
Populația localității este foarte eterogenă.
|  |

| Demografie | Demografie | Demografie |
| An         | Locuitori  | Locuitori  |
| ---------- | ---------- | ---------- |
|            |            |            |
|            |            |            |
|            |            |            |
|            |            |            |
| 1948       | 220        |            |
| 1953       | 211        |            |
| 1961       | 414        |            |
| 1971       | 475        |            |
| 1981       | 510        |            |
| 1991       | 519        | 518        |
| 2003       | 557        | 555        |

| \| Componența etnică conform recensământului din 2003[2] \| Componența etnică conform recensământului din 2003[2] \| Componența etnică conform recensământului din 2003[2] \| Componența etnică conform recensământului din 2003[2] \| Componența etnică conform recensământului din 2003[2] \| \| ----------------------------------------------------- \| ----------------------------------------------------- \| ----------------------------------------------------- \| ----------------------------------------------------- \| ----------------------------------------------------- \| \| \| \| \| \| \| \| Muntenegreni \| Muntenegreni \| \| 337 \| 60,72% \| \| Sârbi \| Sârbi \| \| 159 \| 28,64% \| \| Musulmani \| Musulmani \| \| 2 \| 0,36% \| \| Croați \| Croați \| \| 1 \| 0,18% \| \| Rusi \| Rusi \| \| 1 \| 0,18% \| \| necunoscută \| necunoscută \| \| 54 \| 9,72% \| |              |  |     |        |
| Componența etnică conform recensământului din 2003 |              |  |     |        |
| |              |  |     |        |
| Muntenegreni | Muntenegreni |  | 337 | 60,72% |
| Sârbi | Sârbi        |  | 159 | 28,64% |
| Musulmani | Musulmani    |  | 2   | 0,36%  |
| Croați | Croați       |  | 1   | 0,18%  |
| Rusi | Rusi         |  | 1   | 0,18%  |
| necunoscută | necunoscută  |  | 54  | 9,72%  |